# Europaspiele 2023/Teilnehmer (Kosovo)
| Gelbes Symbol für Goldmedaillen mit stilisierten Olympischen Ringen | Graues Symbol für Silbermedaillen mit stilisierten Olympischen Ringen | Braundes Symbol für Bronzemedaillen mit stilisierten Olympischen Ringen |
| ------------------------------------------------------------------- | --------------------------------------------------------------------- | ----------------------------------------------------------------------- |
| —                                                                   | —                                                                     | —                                                                       |

Der Kosovo nahm mit 38 an den Europaspielen 2023 in Krakau teil.

## Teilnehmer nach Sportarten

### Bogenschießen
| Athleten    | Wettbewerb   | Platzierungsrunde | Platzierungsrunde | 1. Runde         | 1. Runde | 2. Runde      | 2. Runde      | Achtelfinale  | Achtelfinale  | Viertelfinale | Viertelfinale | Halbfinale    | Halbfinale    | Finale        | Finale        | Rang |
| Athleten    | Wettbewerb   | Ringe             | Rang              | Gegner           | Erg.     | Gegner        | Erg.          | Gegner        | Erg.          | Gegner        | Erg.          | Gegner        | Erg.          | Gegner        | Erg.          | Rang |
| ----------- | ------------ | ----------------- | ----------------- | ---------------- | -------- | ------------- | ------------- | ------------- | ------------- | ------------- | ------------- | ------------- | ------------- | ------------- | ------------- | ---- |
| Männer      |              |                   |                   |                  |          |               |               |               |               |               |               |               |               |               |               |      |
| Edi Dvorani | Recurvebogen | 633               | 42                | Habjan Malavašič | 0:6      | ausgeschieden | ausgeschieden | ausgeschieden | ausgeschieden | ausgeschieden | ausgeschieden | ausgeschieden | ausgeschieden | ausgeschieden | ausgeschieden | =33  |

### Boxen
| Athleten         | Wettbewerb                      | 1. Runde  | 1. Runde    | Achtelfinale  | Achtelfinale  | Viertelfinale | Viertelfinale | Halbfinale    | Halbfinale    | Finale        | Finale        | Rang |
| Athleten         | Wettbewerb                      | Gegner    | Ergebnis    | Gegner        | Ergebnis      | Gegner        | Ergebnis      | Gegner        | Ergebnis      | Gegner        | Ergebnis      | Rang |
| ---------------- | ------------------------------- | --------- | ----------- | ------------- | ------------- | ------------- | ------------- | ------------- | ------------- | ------------- | ------------- | ---- |
| Frauen           |                                 |           |             |               |               |               |               |               |               |               |               |      |
| Donjeta Sadiku   | Leichtgewicht (bis 60 kg)       | Whitwell  | 4:0         | Jenni         | 4:1           | Mossely       | 1:4           | ausgeschieden | ausgeschieden | ausgeschieden | ausgeschieden | =5   |
| Männer           |                                 |           |             |               |               |               |               |               |               |               |               |      |
| Bashkim Bajoku   | Fliegengewicht (bis 51 kg)      | Freilos   | Freilos     | Bennama       | 0:5           | ausgeschieden | ausgeschieden | ausgeschieden | ausgeschieden | ausgeschieden | ausgeschieden | =9   |
| Shpëtim Bajoku   | Halbweltergewicht (bis 63,5 kg) | Komadina  | 4:1         | Kanlı         | 2:3           | ausgeschieden | ausgeschieden | ausgeschieden | ausgeschieden | ausgeschieden | ausgeschieden | =9   |
| Patriot Behrami  | Halbmittelgewicht (bis 71 kg)   | Traoré    | 0:5         | ausgeschieden | ausgeschieden | ausgeschieden | ausgeschieden | ausgeschieden | ausgeschieden | ausgeschieden | ausgeschieden | =17  |
| Altin Shala      | Halbschwergewicht (bis 80 kg)   | Ilushonok | KO R3 1:51  | ausgeschieden | ausgeschieden | ausgeschieden | ausgeschieden | ausgeschieden | ausgeschieden | ausgeschieden | ausgeschieden | =17  |
| Taulant Jakupi   | Schwergewicht (bis 92 kg)       | Williams  | ABD R2 2:37 | ausgeschieden | ausgeschieden | ausgeschieden | ausgeschieden | ausgeschieden | ausgeschieden | ausgeschieden | ausgeschieden | =17  |
| Shpejtim Shabani | Superschwergewicht (ab 92 kg)   | Freilos   | Freilos     | Jazevičius    | RSC R1 2:50   | ausgeschieden | ausgeschieden | ausgeschieden | ausgeschieden | ausgeschieden | ausgeschieden | =9   |

### Kanu

#### Kanuslalom
| Athleten          | Wettbewerb | Vorlauf 1 | Vorlauf 1 | Vorlauf 2            | Vorlauf 2            | Halbfinale    | Halbfinale    | Finale        | Finale        | Rang |
| Athleten          | Wettbewerb | Zeit      | Rang      | Zeit                 | Rang                 | Zeit          | Rang          | Zeit          | Rang          | Rang |
| ----------------- | ---------- | --------- | --------- | -------------------- | -------------------- | ------------- | ------------- | ------------- | ------------- | ---- |
| Frauen            |            |           |           |                      |                      |               |               |               |               |      |
| Blandine Xhemajli | K1         | 143,34 s  | 41        | 142,17 s             | 22                   | ausgeschieden | ausgeschieden | ausgeschieden | ausgeschieden | 42   |
| Männer            |            |           |           |                      |                      |               |               |               |               |      |
| Lorand Gjoshi     | K1         | 88,76 s   | 20        | bereits qualifiziert | bereits qualifiziert | 155,78        | 40            | ausgeschieden | ausgeschieden | 40   |

| Athleten          | Wettbewerb  | Qualifikation | Qualifikation | Viertelfinale | Halbfinale    | Finale        | Rang |
| Athleten          | Wettbewerb  | Zeit          | Rang          | Rang          | Rang          | Rang          | Rang |
| ----------------- | ----------- | ------------- | ------------- | ------------- | ------------- | ------------- | ---- |
| Frauen            |             |               |               |               |               |               |      |
| Blandine Xhemajli | Kayak Cross | 83,80         | 34            | ausgeschieden | ausgeschieden | ausgeschieden | 34   |
| Männer            |             |               |               |               |               |               |      |
| Lorand Gjoshi     | Kayak Cross | 68,88         | 43            | ausgeschieden | ausgeschieden | ausgeschieden | 43   |

### Leichtathletik
| Team   | Wettbewerb  | Wettbewerb | Punkte | Punkte | Punkte | Punkte | Punkte | Punkte | Punkte     | Punkte    | Punkte    | Punkte      | Punkte           | Punkte      | Punkte    | Punkte     | Punkte     | Punkte         | Punkte     | Punkte     | Punkte     | Punkte | Rang |
| Team   | Wettbewerb  | Wettbewerb | 100 m  | 200 m  | 400 m  | 800 m  | 1500 m | 5000 m | 110 m Hü.* | 400 m Hü. | 4 × 100 m | 4 × 400 m** | 3000 m Hindernis | Kugelstoßen | Speerwurf | Hammerwurf | Diskuswurf | Stabhochsprung | Hochsprung | Dreisprung | Weitsprung | Gesamt | Rang |
| ------ | ----------- | ---------- | ------ | ------ | ------ | ------ | ------ | ------ | ---------- | --------- | --------- | ----------- | ---------------- | ----------- | --------- | ---------- | ---------- | -------------- | ---------- | ---------- | ---------- | ------ | ---- |
| Kosovo | 3. Division | Männer     | 4      | 2      | 5      | 6      | 0      | 0      | —          | 2         | 6         | 5           | 4                | 13          | 8         | —          | 5          | —              | —          | 6          | 0          | 150    | 14   |
| Kosovo | 3. Division | Frauen     | 11     | 7      | 3      | 11     | 4      | 4      | 3          | 4         | 6         | 5           | 11               | 7           | 5         | —          | 6          | —              | 0          | 2          | 0          | 150    | 14   |

* Die Frauen traten über 100 m Hürden, statt 110 m Hürden an.
** Die 4 × 400 m waren ein Mixed-Wettkampf.

#### Einzelresultate
| Wettbewerb       | Männer                                           | Männer          | Männer      | Männer      | Frauen                                                        | Frauen          | Frauen         | Frauen         |
| Wettbewerb       | Athlet                                           | Ergebnis        | Rang        | Rang Gesamt | Athletin                                                      | Ergebnis        | Rang           | Rang Gesamt    |
| ---------------- | ------------------------------------------------ | --------------- | ----------- | ----------- | ------------------------------------------------------------- | --------------- | -------------- | -------------- |
| 100 m            | Leon Thaqi                                       | 11,46 s SB      | 12          | 44          | Sara Susuri                                                   | 12,03 s NR      | 05             | 36             |
| 200 m            | Enis Bytyqi                                      | 23,38 s PB      | 14          | 45          | Sara Susuri                                                   | 25,00 s PB      | 09             | 40             |
| 400 m            | Granit Ahmeti                                    | 49,92 s PB      | 11          | 43          | Emine Jenuzi                                                  | 59,31 s =PB     | 13             | 44             |
| 800 m            | Astrit Kryeziu                                   | 1:57,44 min     | 10          | 42          | Gresa Bakraçi                                                 | 2:07,67 min NR  | 05             | 31             |
| 1500 m           | Astrit Kryeziu                                   | DNF             | DNF         | DNF         | Valentina Kelmendi-Musa                                       | 5:02,60 min SB  | 12             | 43             |
| 5000 m           | Albion Ymeri                                     | DNS             | DNS         | DNS         | Shala Ejona                                                   | 20:03,19 min SB | 12             | 44             |
| 110/100 m Hürden | Kein Athlet                                      | Kein Athlet     | Kein Athlet | Kein Athlet | Donika Kryemadhi                                              | 20,66 s SB      | 13             | 43             |
| 400 m Hürden     | Florian Berisha                                  | 1:00,88 min SB  | 14          | 43          | Florentina Restelica                                          | 1:15,10 min SB  | 12             | 42             |
| 3000 m Hindernis | Genc Isufi                                       | 11:41,27 min SB | 12          | 43          | Gresa Bakraçi                                                 | 10:42,39 min NR | 05             | 29             |
| 4 × 100 m        | Leon Thaqi Olti Bytyqi Granit Ahmeti Enis Bytyqi | 43,46 s SB      | 10          | 36          | Vesa Jusufi Medina Kutleshi Florentina Restelica Emine Jenuzi | 51,31 s SB      | 10             | 32             |
| Kugelstoßen      | Muhamet Ramadani                                 | 19,07 m         | 03          | 18          | Arbesa Shala                                                  | 9,57 m SB       | 09             | 41             |
| Speerwurf        | Bardhyl Hajdaraj                                 | 49,77 m SB      | 08          | 39          | Medina Kutleshi                                               | 22,93 m SB      | 11             | 43             |
| Hammerwurf       | Kein Athlet                                      | Kein Athlet     | Kein Athlet | Kein Athlet | Keine Athletin                                                | Keine Athletin  | Keine Athletin | Keine Athletin |
| Diskuswurf       | Alaudin Suma                                     | 44,68 m SB      | 11          | 42          | Medina Kutleshi                                               | 26,39 m SB      | 10             | 42             |
| Stabhochsprung   | Kein Athlet                                      | Kein Athlet     | Kein Athlet | Kein Athlet | Keine Athletin                                                | Keine Athletin  | Keine Athletin | Keine Athletin |
| Hochsprung       | Kein Athlet                                      | Kein Athlet     | Kein Athlet | Kein Athlet | Donika Kryemadhi                                              | NM              | NM             | NM             |
| Dreisprung       | Erydit Rysha                                     | 13,06 m SB      | 10          | 42          | Lirije Peci                                                   | 9,59 m SB       | 14             | 44             |
| Weitsprung       | Erydit Rysha                                     | DNS             | DNS         | DNS         | Lirije Peci                                                   | NM              | NM             | NM             |

| Wettbewerb | Mixed                                               | Mixed          | Mixed | Mixed       |
| Wettbewerb | Athleten                                            | Ergebnis       | Rang  | Rang Gesamt |
| ---------- | --------------------------------------------------- | -------------- | ----- | ----------- |
| 4 × 400 m  | Leon Thaqi Emine Jenuzi Granit Ahmeti Gresa Bakraçi | 3:37,59 min SB | 11    | 43          |

### Radsport

#### Mountainbike
| Athleten     | Wettbewerb    | Zeit | Rang |
| ------------ | ------------- | ---- | ---- |
| Männer       |               |      |      |
| Samir Hasani | Cross-Country | DNS  | DNS  |

### Schießen
| Athleten      | Wettbewerb       | Qualifikation   | Qualifikation | Finale          | Finale | Rang |
| Athleten      | Wettbewerb       | Ringe/ Scheiben | Rang          | Ringe/ Scheiben | Rang   | Rang |
| ------------- | ---------------- | --------------- | ------------- | --------------- | ------ | ---- |
| Männer        |                  |                 |               |                 |        |      |
| Nexhat Sahiti | 10 m Luftpistole | 568             | 31            | ausgeschieden   | 31     | 31   |

### Taekwondo
| Athleten    | Wettbewerb                | Achtelfinale            | Achtelfinale | Viertelfinale | Viertelfinale | Halbfinale    | Halbfinale    | Finale        | Finale        | Rang |
| Athleten    | Wettbewerb                | Gegner                  | Ergebnis     | Gegner        | Ergebnis      | Gegner        | Ergebnis      | Gegner        | Ergebnis      | Rang |
| ----------- | ------------------------- | ----------------------- | ------------ | ------------- | ------------- | ------------- | ------------- | ------------- | ------------- | ---- |
| Männer      |                           |                         |              |               |               |               |               |               |               |      |
| Arber Bajra | Weltergewicht (bis 80 kg) | Apostolos Telikostoglou | 0:2          | ausgeschieden | ausgeschieden | ausgeschieden | ausgeschieden | ausgeschieden | ausgeschieden | =11  |

### Teqball
| Athleten                | Wettbewerb | Gruppenphase                       | Gruppenphase | Viertelfinale | Viertelfinale | Halbfinale    | Halbfinale    | Finale        | Finale        | Rang          |
| Athleten                | Wettbewerb | Gegner                             | Ergebnis     | Gegner        | Ergebnis      | Gegner        | Ergebnis      | Gegner        | Ergebnis      | Rang          |
| ----------------------- | ---------- | ---------------------------------- | ------------ | ------------- | ------------- | ------------- | ------------- | ------------- | ------------- | ------------- |
| Männer                  |            |                                    |              |               |               |               |               |               |               |               |
| Adrien Uka              | Einzel     | Freilos                            | Freilos      | Hugo Rabeaux  | 0:2           | ausgeschieden | ausgeschieden | ausgeschieden | ausgeschieden | =5            |
| Krenar Emini Adrien Uka | Doppel     | Marko Žarković / Andrija Jovanović | 1:2          | ausgeschieden | ausgeschieden | ausgeschieden | ausgeschieden | ausgeschieden | ausgeschieden | ausgeschieden |
| Krenar Emini Adrien Uka | Doppel     | Csaba Bányik / Balázs Katz         | 0:2          | ausgeschieden | ausgeschieden | ausgeschieden | ausgeschieden | ausgeschieden | ausgeschieden | ausgeschieden |